# Concertino (Janáček)
Concertino, JW VII/11, és una composició de Leoš Janáček per a piano i un conjunt de cambra format per dos violins, viola, clarinet, trompa i fagot, estrenada el 16 de febrer de 1926 al Besední dům de Brno.

## Representacions
El Concertino es va estrenar el 16 de febrer de 1926 al Besední dům de Brno amb Ilona Štěpánová-Kurzová (piano), František Kudláček i Josef Jedlička (violins), Josef Trkan (viola), Stanislav Krtička (clarinet), František Janský (trompa) i František Bříza (fagot). Al cap de quatre dies, el 20 de febrer, es va estrenar a Praga, el 14 de novembre a Viena i el 8 de desembre a Berlín, sempre amb Štěpánová-Kurzová al piano.